# Красновеликанське сільське поселення
Кра́сновелика́нське сільське поселення (рос. Красновеликанское сельское поселение) — сільське поселення у складі Забайкальського району Забайкальського краю Росії.
Адміністративний центр — селище Красний Великан.
Станом на 2002 рік існувало Великанське сільське муніципальне утворення (село Арабатук, селища Красний Великан, Семиозер'є).

## Населення
Населення сільського поселення становить 424 особи (2019; 700 у 2010, 934 у 2002).

## Склад
До складу сільського поселення входять:
| Населений пункт         | Населення, осіб (2002) | Населення, осіб (2010) |
| ----------------------- | ---------------------- | ---------------------- |
| Арабатук, село          | 166                    | 145                    |
| Красний Великан, селище | 671                    | 510                    |
| Семиозер'є, селище      | 97                     | 45                     |